# Payable on Death
Payable On Death – piąty album studyjny amerykańskiego zespołu nu metalowego P.O.D. wydany 4 listopada 2003 roku. Jest to już trzeci album wydany pod skrzydłami wytwórni Atlantic Records i pierwszy nagrany z gitarzystą  Jasonem Truby.

## Lista utworów
1. „Wildfire” – 3:15
2. „Will You” – 3:47
3. „Change The World” – 3:03
4. „Execute The Sounds” – 3:01
5. „Find My Way” – 3:09
6. „Revolution” – 3:25
7. „The Reasons” – 3:44
8. „Freedom Fighters” – 4:12
9. „Waiting On Today” – 3:06
10. „I And Identify” – 3:15
11. „Asthma” – 4:01
12. „Eternal” – 6:19
13. „Sleeping Awake” – 3:24 (utwór dodatkowy)

## Twórcy
- Sonny Sandoval – śpiew
- Wuv Bernardo – perkusja
- Traa Daniels – gitara basowa
- Jason Truby – gitara

## Single
- 2003 Sleeping Awake
- 2003 Will You
- 2004 Change The World

## Teledyski
- 2003 Sleeping Awake
- 2003 Will You
- 2003 Change The World